# 低肩投法

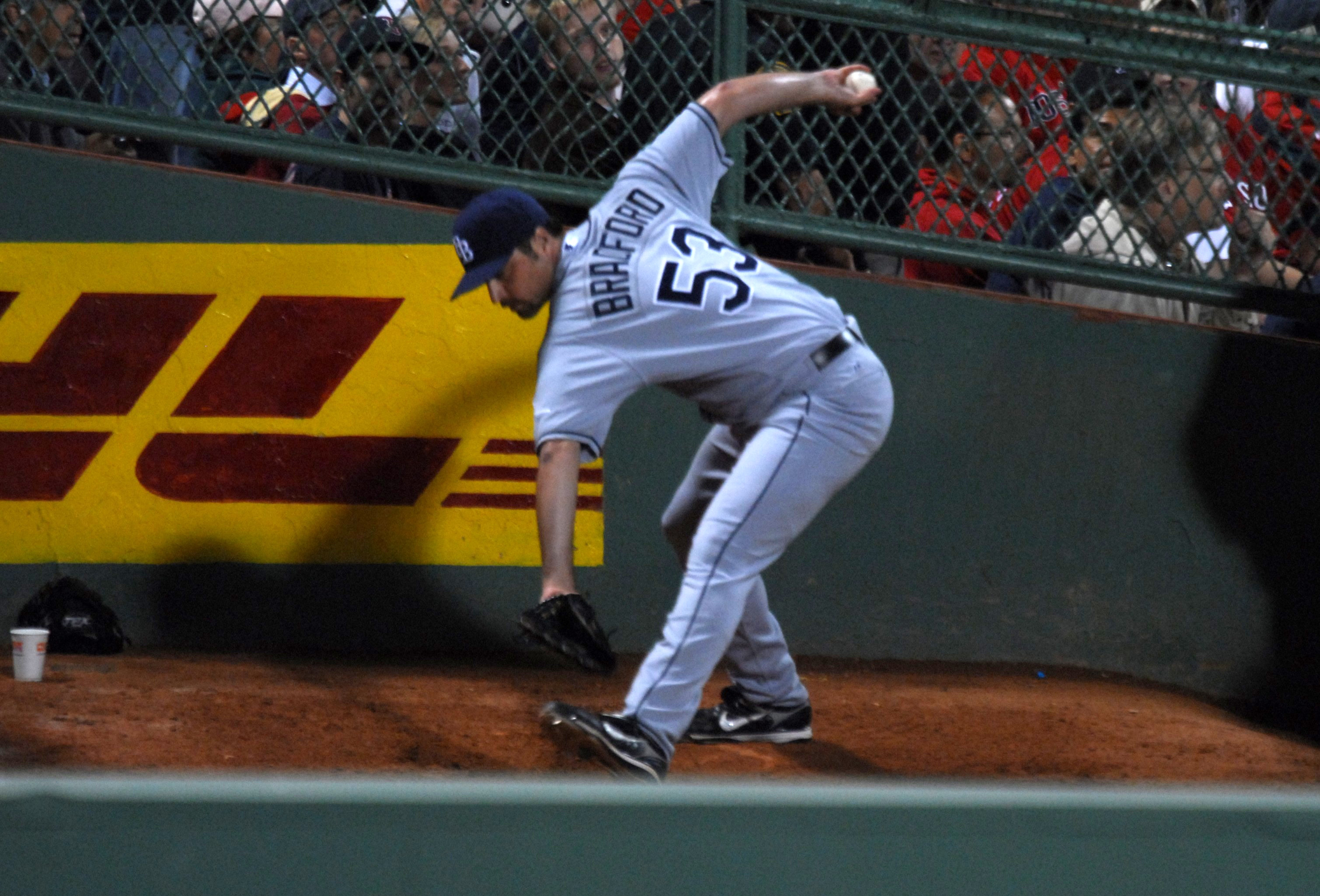
美國職棒大聯盟的低肩投手布萊德佛（Chad Bradford）

低肩投法俗稱為「下勾投法」，亦有「潛水艇投法」之別稱，為棒球投球方式之一，為一反力學的投球出手方法。
低肩投法因為其出手點的因素，使肘、臂、腕角度及位置低於肩部而得名。「下勾投法」之別稱則是因為此投手的出手方式為先將手臂下壓至低於肩線，到制低點後再由下向上揮臂，將球投出，其動作有如將手中的棒球「從地面勾上來」而得此稱呼。「潛水艇投法」則是來自英文「Submarine pitch」的意譯。

## 發展歷史
1845年，在棒球草創的時代，當時棒球投手被規定要以下手拋球的方式將球拋與打者。而且只允許下拋球的方式進行投球，現今視為正常任何方式的投球方法，在棒球規則記載被明令禁止。1872年規則修改，低肩投法正式被許可。後來，1882年，側投被許可使用。1884年，投球威力驚人且有利於投手的上肩投法被因規則再修訂而被允許使用，後來取代低肩投法成為投手界主流棒球投手兩大主流投球法之一。但使用低肩投法的投手仍大有人在。
1920年，棒球護具尚不發達的時代，由於卡爾·梅斯（Carl Mays）投出的速球擊中雷·查普曼（Ray Chapman）頭部，造成查普曼頭部破裂送醫不治的「查普曼-梅斯事件」發生，美國職棒大聯盟開始將其視為危險的投球方式，並對其採取不鼓勵的態度，低肩投法的使用人數開始減少。
1972年，美國職棒大聯盟開始採用測速器觀測投手球速，日本亦於1976年跟進。由於測速器的引進，使球速開始成為受重視的投手技術，而上肩投法與斜肩投法有利於投出高速快速球，因此使用低肩投法的人數在美國、日本皆進一步下降。

## 特色及優劣
由於此投法是將球由下往上帶的方式投出，因而投出的球易有上飄的效果，加上使用此投法之投手不多，使同側打者會因為不習慣其球路軌跡而適應上出現問題，影響打擊發揮，加上下勾投法為一反力學投球方式，因而投球時不易因為力學因素而將手臂施與之力量傳至球心，致使此投法投出之球路多半會因為旋轉速度增快而具有尾勁強的優點，使同側打者更不易準確判斷最佳擊球點而錯失打擊良機。
由於投球姿勢及出手方式明顯有反力學之特性，對於扭腰動作之需求頗高，加上下半身之跨步需達到「大且低」的要求，使得投球動作在進行時，肩、臂、肘皆必須較其他投法使用更大之力量進行投球，會造成投球慣用手、腰部及下半身之肌肉群一定程度的負擔，故有意使用低肩投法的投手，對於手臂、腰部、下半身之強健及柔軟度會較其它投法更為要求。
低肩投球和側投及低肩側投的優勢相似，皆因球路刁鑽、投球動作異於常態，使得打者較不容易立即掌握球路，尤其是同側打者。但低肩投法球路之劣勢亦和側投類似，即除非該投手具備足夠威力之變速球，否則其球路雖對同側打者具威脅性，卻對於反側打者相對有利，而多數低肩投手為右投，特別是擔任先發的低肩投手，此傾向更為明顯，使得左打較充足的球隊通常較能應付低肩投手的投球。

## 場上角色
和側投類似，低肩投法投手以擔任中繼為主，但亦有部分投手擔任終結者（如鄭大炫），甚至先發投手（如渡邊俊介）。

## 名人

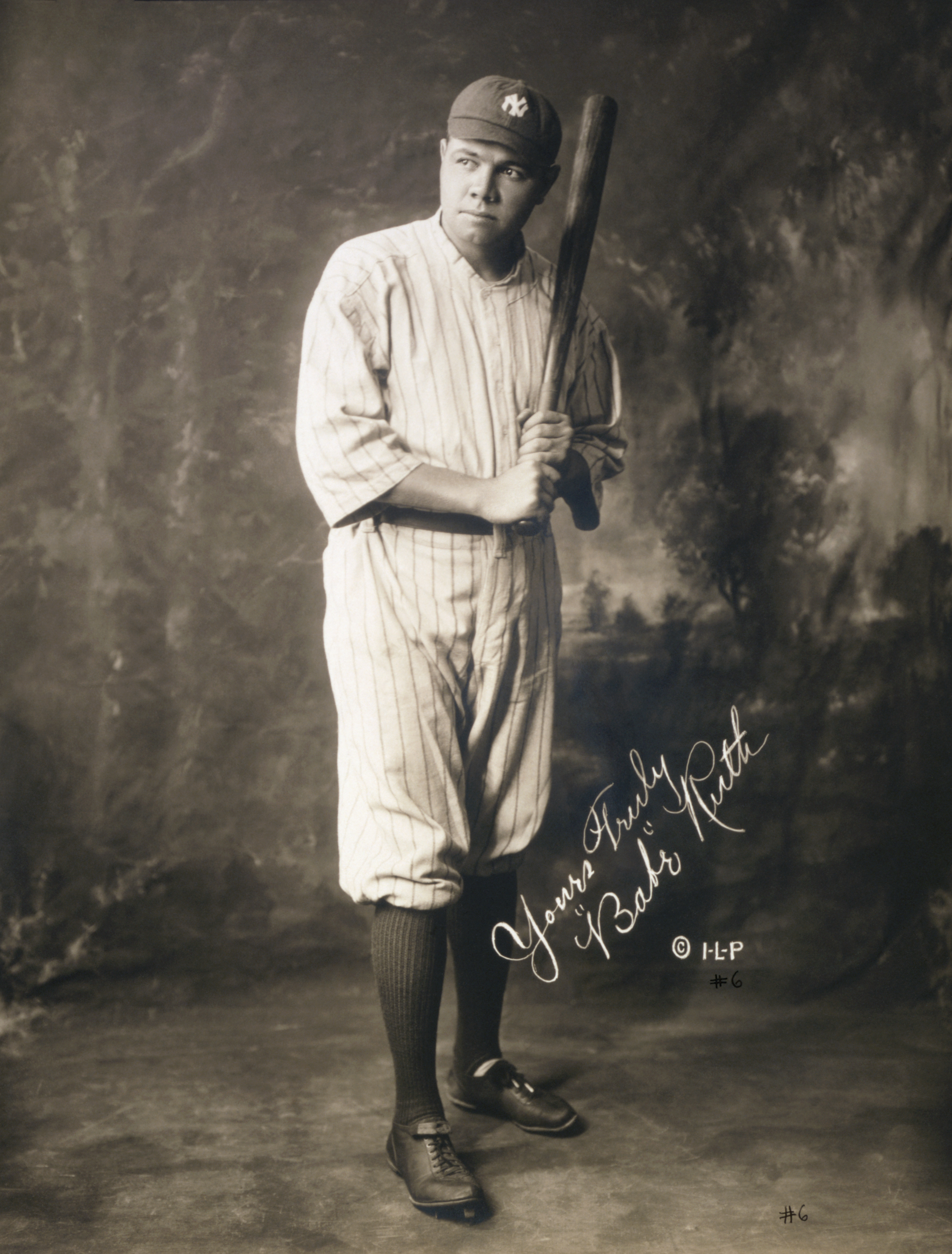
貝比·魯斯在專心擔任野手前，曾是位低肩左投。

斜體字為左投手

### 現役

#### 美國職棒大聯盟
- 達倫·奧戴（Darren Christopher O'Day）：出生于美国佛罗里达州杰克逊维尔，现为巴尔的摩金莺的救援投手。奥戴是大联盟投手里面，少数以低肩侧投投球的投手。
- 泰勒·羅傑斯（Tyler Rogers）
- 亞當·辛柏（Adam Cimber）

#### 日本野球機構
- 渡邊俊介：太平洋聯盟千葉羅德海洋先發投手，曾以日本隊球員身份連兩屆參與世界棒球經典賽，其放球點僅離地面約五公分，被稱為「離地表最近的男人」。

- 山中浩史：中央聯盟東京養樂多燕子中繼投手，曾效力於太平洋聯盟軟體銀行鷹。
- 高橋礼：太平洋聯盟軟體銀行鷹先中型投手 為現役(2020)

#### 韓國棒球協會
- 鄭大炫：韓國職棒球員，曾任SK飛龍終結者，目前效力於樂天巨人。2011年一度傳出有機會赴美國加盟巴爾的摩金鶯，但因體檢未通過而未成行。

#### 中華職業棒球聯盟
- 黃子鵬
- 張喜凱：台鋼雄鷹隊投手，曾效力於Lamigo桃猿及樂天桃猿
- 陳宇宏：台鋼雄鷹隊投手

### 退役

#### 美國職棒大聯盟
- 卡爾·梅斯（Carl William Mays）：美國職棒早期知名低肩投手，1971年過世。1920年8月16日比賽時投出頭部觸身球，造成時任克里夫蘭印第安人游擊手雷·查普曼（Ray Chapman）重傷，隔天傷重不治，史稱「查普曼-梅斯事件」(Chapman-Mays Events)。
- 麥克·麥爾斯（英语：Mike Myers (baseball)）（Mike Myers）：現役時期以紐約洋基專任一人左投身份最為人知。
- 丹·奎森貝瑞（Dan Quisenberry）：前大聯盟投手，曾效力於堪薩斯城皇家、聖路易紅雀與舊金山巨人，1998年因腦瘤病逝。
- 貝比·魯斯：美國職棒大聯盟生涯全壘打支數白人球員記錄保持人（714支），投手時期使用低肩投法，1948年病逝。
- 查德·布萊德佛（Chad Bradford）：曾效力於芝加哥白襪、奧克蘭運動家、波士頓紅襪、紐約大都會、巴爾的摩金鶯、坦帕灣光芒。
- 丹·普雷沙克（Dan Plesac）：曾擔任釀酒人隊、藍鳥隊的牛棚投手。最快球速達94英哩，為低肩左投手中少數以球速和怪異的放球點（在膝蓋位置以下）出名。

#### 日本野球機構
- 重通雄：日本職棒首位使用低肩投法投球之投手。
- 皆川睦雄：曾效力於南海鷹隊，是日本職棒最後一位單季拿下30勝的投手。
- 秋山登：曾效力於大洋鯨隊，生涯擁有196勝的戰績。
- 足立光宏：曾效力於阪急勇士隊，拿手武器為伸卡球，其弟子即是山田久志。
- 山田久志：日本職棒史上戰績最佳之低肩投手，生涯共有284勝，現為球評。曾任第二屆世界棒球經典賽日本代表隊投手教練，有「日職史上最佳下勾投手」的稱號。
- 佐佐木宏一郎：曾效力於近鐵猛牛隊等，在1970年投出過完全比賽的壯舉。
- 金城基泰：韓文原名金基泰，為少數縱橫日、韓兩國職棒之韓裔日籍投手。
- 松沼博久：與胞弟松沼雅之（日语：松沼雅之）均曾效力於西武獅隊，是西武王朝的初代成員，現為球評。
- 永射保（日语：永射保）：曾效力於西武獅隊、大榮鷹隊等球隊，是極罕見的左低肩投手。退休後曾到台灣於時報鷹隊執教。
- 牧田和久：曾效力太平洋聯盟埼玉西武獅，2011年太平洋聯盟新人王，新人年下半季亦曾一度客串擔綱終結者。也效力過日本職棒東北樂天金鷲及美國職棒大聯盟聖地牙哥教士。2022年短暫效力中華職棒中信兄弟隊，該年10月宣佈退休[1]。

#### 中華職棒大聯盟
- 足利豐（日语：足利豊）：日職時期曾效力大榮鷹及橫濱海灣之星，1999年到臺灣助拳，效力於三商虎，球季結束後隨著三商虎解散離臺並引退。
- 成田幸洋（日语：成田幸洋）：在日職時期曾效力於西武獅、大洋鯨，來臺後曾任俊國棒球隊教練、後加入中華職棒俊國熊，1995年曾任中華職棒味全龍投手教練。
- 金德七（김덕칠）：曾效力於味全龍，2000年因味全龍解散，隨總教練徐生明轉至台灣大聯盟年代雷公，球季結束後離臺。
- 陽介仁：台東著名的棒球世家「陽家班」成員之一。曾經效力於中華職棒味全龍與興農牛，以低肩投手罕見的剛猛球速與球威著稱，並因對戰三商虎勝率奇高而曾被稱為「打虎英雄」。
- 吳俊億：兄弟象中生代低肩投手，兄弟象二度三連霸時期成員，曾有「屠牛手」封號，現任職於台北市政府養工處。
- 陳憲章：兄弟象初創期主力先發投手，由於對味全龍勝率奇高，而獲「屠龍手」封號，現任兄弟二軍投手教練。
- 林琨瑋：曾效力於味全龍，其武器球為慢速曲球。由於其慢速曲球球速時可控制在100km/h以下，搭配速球時，會因速差因素而使難以掌握準備擊球點；曾在1986年世界盃棒球錦標賽中以奇兵身份登板中繼迎戰古巴隊，並順利克敵制勝拿下勝利，成為中華隊史上第三位於國際一級賽事中擊敗古巴隊的投手。
- 韓禧敏（朝鲜语：한희민）：中華職棒首批韓籍投手，韓職時期曾效力於微笑鷹與三星獅，曾效力於俊國熊。
- 蔡明宏：1992年巴塞隆納奧運銀牌陣容之一，曾經效力於中華職棒時報鷹，因1997年中華職棒假球事件（黑鷹事件）被迫退出職棒，引退後從商。
- 邱啟成：曾經效力於中華職棒時報鷹。
- 廖誠：原使用上肩投法，且球速飛快，惜控球成為罩門。加入中華職棒兄弟象後改練低肩下勾投法，成為兄弟象週日指定先發的王牌投手，惜2010年1月5日因捲入簽賭事件（承認收受金錢但強調及實際上未放水）遭聯盟與球團開除。
- 陳子生（陳正達）：曾效力於Lamigo桃猿，擔任中繼投手；高中時代時使用上肩投法，因成效不彰而改用低肩投法，得到不錯的效果。
- 許文錚：曾效力於義大犀牛隊，也兼用低肩側投投法。
- 林晨樺：曾效力於富邦悍將隊。

#### 業餘球界
- 藍德明：日治時期台灣棒球界的怪傑，以自創的低肩下勾投法，在1935年加入嘉農隊成為主戰投手；同年隨嘉農遠征日本甲子園大賽，雖未奪冠，其優異的表現及怪異的投球姿勢卻引起日本棒球界極大的興趣，而給予「不世出怪投手」的封號。
- 劉秋農：二戰後早期的台灣代表性下勾投手，後來前往日本業餘山葉樂器隊發展，並在退休後選擇歸化日籍並繼續在山葉公司任職。

## 外部連結
- 低肩投法在台灣棒球維基館上的頁面（繁體中文）